# Sifan Hassan
Sifan Hassan (Adama, 1993. január 1. –) etióp születésű holland olimpiai, világ- és Európa-bajnok atléta.

## Élete
Sifan Hassan Etiópiában, Adamában született, 2008-ban 15 évesen menekültként érkezett Hollandiába. Az atletizálás mellett nővérnek tanult, a holland állampolgárságot 2013 novemberében kapta meg.

## Pályafutása
Sifan Hassan Eindhovenben kezdett atletizálni. 18 éves korában a 2011-es eindoveni félmaratont 1:17:10-es idővel megnyerte. A következő években síkfutó- és terepfutóversenyeken is indult. A 2013-as belgrádi U-23-as terepfutó Európa-bajnokságon aranyérmet nyert, ebben az évben síkfutásban megjavította egyéni legjobb eredményeit: 800 méteren 2:00,86-os időt, 1500 méteren 4:03,73-as időt, 3000 méteren pedig 8:32,53-as időt futott. A 3000 méteren elért ideje a 2013-as évben a világ negyedik legjobb ideje volt.
Felnőtt szinten első bajnoki címét Svájcban a 2014-es Európa-bajnokságon nyerte 1500 méteres síkfutásban 4:04,18-as idővel. Ezév májusában Sanghajban megjavította a 27 éve fennálló holland rekordot 1500 méteren 4:01,19-es idejével. Alig két héttel később tovább javított idején ezen a távon és első hollandként került négy perc alá, az eugenei Diamond League versenyen elért 3:59,38-as idejével. Júliusban még tovább javított ezen az eredményen, 3:57,00-val megfutotta a világ azévi legjobb idejét.
A 2015-ös világbajnokságon Pekingben bronzérmes lett 1500 méteren. A decemberi mezei futó Európa-bajnokságot immár a felnőtt mezőnyben versenyezve meg tudta nyerni.
Részt vett a 2016-os rioi olimpián, ahol 1500 méteren az előfutamát megnyerte, az elődöntőből második legjobbként került a döntőbe, ott viszont nem tudta megismételni korábbi jó teljesítményét és az ötödik helyen végzett 4:11,23-as idővel. Indult a 800 méteres távon is, itt azonban nem jutott döntőbe. Az olimpia után megvált a 2012-től vele dolgozó edzőjétől, Honoré Hoedttől és ahhoz az Alberto Salazarhoz csatlakozott, aki többek között az olimpiai bajnok Mo Farah és Matthew Centrowitz felkészülését is irányította.
A 2017-es világbajnokságon 1500 méteren ötödik lett, 5000 méteren tudott bronzérmet nyerni. A 2018-as rabati Diamond League versenyen ezüstérmes lett, és 14:22,34-es idejével új Európa-csúcsot állított fel az 5000 méteres távon. Az augusztusi Európa-bajnokságon aranyérmet nyert 5000 méteren. Szeptemberben pedig a koppenhágai félmaratonon 1:05:15-tel új Európa-rekordot állított fel.
2019-ben a monacoi utcai futóversenyen az 5 km-es távon indult, és 14:44-es idejével életében először világcsúcsot futott. Áprilisban a berlini félmaratonon nyert 1:05:45-ös pályacsúccsal. Júliusban Monacoban a Herculison az egy mérföldes távon elért 4:12,33-as idejével megjavította az orosz Szvetlana Masztyerkova 1996 óta fennálló világrekordját. Életében először Stanfordban indult 10 000 méteres távon, és 31:18,12-es ideje éppen elegendő volt ahhoz, hogy kvalifikáljon a 2019-es világbajnokságra. Dohában a világbajnokságon ezen a távon életében másodszor rajthoz állva megfutotta a világ azévi legjobb idejét 30:17,62-vel és aranyérmes lett. Ezen kívül az 1500 méteres távot is megnyerte 3:51,95-tel, a világ valaha volt hatodik legjobb idejével, új Európa-rekordot felállítva. Ezzel ő lett az első futónő a történelemben, aki 1500 és 10 000 méteren is győzni tudott. 2019 szeptemberében Hassan Sifan edzőjét, Alberto Salazart az Egyesült Államok doppingellenes ügynöksége négy évre eltiltotta a tevékenységétől, miután bebizonyosodott, hogy doppingellenőrzést manipulált és tesztoszteronnal kereskedett. Azóta Tim Rowberry segítségével készül fel versenyeire.
2020. szeptember 4-én a brüsszeli Diamond League versenyen az egy órás futás világrekordját döntötte meg Hassan Sifan 18 930 métert futva, az etióp Dire Tune rekordját 413 méterrel túlszárnyalva. Ez egyben új Európa-rekordot is jelentett, az olasz Silvana Cruciata 1981-ben futott rekordját tudta megjavítani. Októberben Hengeloban 29:36,67-es idővel első európaiként teljesítette a 10 000 méteres távot 30 percen belül a brit Paula Radcliffe 18 éves rekordját megjavítva. 2021. június 6-án szintén Hengeloban ugyanebben a számban világcsúcsot futott, 29:06,82-es idejét azonban két nappal később az etióp Letesenbet Gidey tovább tudta javítani.
A 2021-re halasztott tokiói olimpián 14:36,79-es idővel nyert 5000 méteren, majd 1500 méteren 3:55,86-tal bronzérmet szerzett, végül egy nappal később a 10 000 méteres távon 29:55,32-es eredménnyel még egy aranyérmet szerzett. Így ő lett az első női atléta aki ugyanazon az olimpián ebben a három számban érmet tudott nyerni.
A 2022-es szezon kevésbé volt eredményes számára, a világbajnokságon 5000 méteren hatodik lett, 10 000 méteren pedig negyedik.
Továbbra is középtávú versenyekre edzett, mégis 2023-ban életében először elindult egy maratoni versenyen. A londoni maratonon csípőfájdalmakkal állt rajthoz, emiatt kétszer is meg kellett állnia nyújtani, valamint a frissítőpontok is szokatlanok voltak számára, az egyiknél egy kísérő motor majdnem elsodorta. Ezek miatt 25 km-nél már 28 másodperc volt a hátránya az élmezőny mögött, amelyet a verseny utolsó szakaszára le tudott dolgozni és a célvonal előtti néhány száz méteren lehajrázta riválisait. Végül 2:18:33-as idővel ért célba, megnyerve élete első maratoni versenyét.
A 2023-as világbajnokságon három távon is indul. A 10 000 méteres síkfutás döntőjében nagyot hajrázva 250 méterrel a vége előtt az élre állt, az utolsó 100 méteren Gudaf Tsegay-jal fej fej mellett haladt, amikor 20 méterrel a cél előtt elesett és végül a 11. helyen ért célba. Az 1500 méteres síkfutás döntőjében is hasonló taktikával futott, a mezőny végéről indította meg hajráját, de a csúcsformában lévő kenyai Faith Kipyegon utolérhetetlen volt, Hassan végül harmadik helyen érkezett célba. Az 5000 méteres távon végig próbálta tartani Kipyegon tempóját, a végén előzni már nem tudott, ebben a számban Hassan ezüstérmes lett.
A 2024-es párizsi olimpián három számban indult. 5000 méteren bronzérmes lett, 10 000 méteren szintén harmadik helyezett lett. Majd két nappal később indult a maratoni versenyen is, ahol 2:22:55-ös olimpiai csúccsal tudott győzni. Három másodperccel előzte meg a világcsúcstartó etióp Tigst Assefát, ez volt a legszorosabb befutó ebben a számban az olimpián. A Nemzetközi Atlétikai Szövetség 2024 decemberében az év női atlétájának választotta.

## Egyéni legjobbjai
Szabadtér
| Táv          | Eredmény | Helyszín                              | Időpont          |
| ------------ | -------- | ------------------------------------- | ---------------- |
| 800 méter    | 1:56,81  | Monaco, II. Lajos Stadion             | 2017. július 20. |
| 1000 méter   | 2:34,68  | Hengelo, Fanny Blankers-Koen Stadion  | 2015. május 24.  |
| 1500 méter   | 3:51,95  | Doha, Halífa Nemzetközi Stadion       | 2019. október 5. |
| 1 mérföld    | 4:12,33  | Monaco, II. Lajos Stadion             | 2019. július 12. |
| 3000 méter   | 8:18,49  | Stanford, Cobb Track and Angell Field | 2019. június 30. |
| 5000 méter   | 14:13,42 | London, Olimpiai Stadion              | 2023. július 23. |
| 10 000 méter | 29:06,82 | Hengelo, Fanny Blankers-Koen Stadion  | 2021. június 6.  |

Fedett pálya
| Táv         | Eredmény | Helyszín  | Időpont           |
| ----------- | -------- | --------- | ----------------- |
| 800 méter   | 2:04,16  | Gent      | 2014. február 9.  |
| 1500 méter  | 4:00,46  | Stockholm | 2015. február 19. |
| Egy mérföld | 4:19,89  | New York  | 2017. február 11. |
| 3000 méter  | 8:30,74  | Karlsruhe | 2014. február 1.  |

Országút
| Táv        | Eredmény | Helyszín                           | Időpont              |
| ---------- | -------- | ---------------------------------- | -------------------- |
| 5 km       | 14:38    | Zürich                             | 2022. szeptember 7.  |
| 10 km      | 34:28    |                                    |                      |
| 15 km      | 53:57    |                                    |                      |
| Félmaraton | 1:05:15  | Koppenhága                         | 2018. szeptember 16. |
| maraton    | 2:13:44  | Chicago, Amerikai Egyesült Államok | 2023. október 8.     |